# Betsy Cellérier
Louise Marie Elisabeth 'Betsy' Cellérier (Genève, 6 augustus 1822 - aldaar, 14 december 1881) was een Zwitserse feministe.

## Biografie
Betsy Cellérier was een dochter van Jacob-Elisée Cellérier. Als afstammelinge van een zeer religieuze familie verrichtte ze vanaf de jaren 1850 religieus vrijwilligerswerk. Via Josephine Butler kwam ze in contact met de anti-immoraliteitsbeweging. Ze nam deel aan het congres van de Fédération abolitionniste internationale van 1877 in Genève. Ze was een van de stichtende leden van de Union des Amies de la jeune fille, waarvan ze de Geneefse afdeling zou uitbouwen. In 1879 vervolgens richtte ze de Association du sou pour le relèvement moral op, een organisatie die door huis-aan-huisomhalingen financiële steun verleende aan liefdadigheidswerken en tegelijkertijd ideeën voor morele hervormingen verspreidde.